# Худзовиці
Худзовиці (пол. Chudzowice, нім. Bernsdorf) — село в Польщі, у гміні Тшебель Жарського повіту Любуського воєводства.
Населення — 96 осіб (2011).
У 1975-1998 роках село належало до Зеленогурського воєводства.

## Демографія
Демографічна структура станом на 31 березня 2011 року:
|          | Загалом | Допрацездатний вік | Працездатний вік | Постпрацездатний вік |
| -------- | ------- | ------------------ | ---------------- | -------------------- |
| Чоловіки | 45      | 9                  | 30               | 6                    |
| Жінки    | 51      | 18                 | 22               | 11                   |
| Разом    | 96      | 27                 | 52               | 17                   |